# Messe Frankfurt

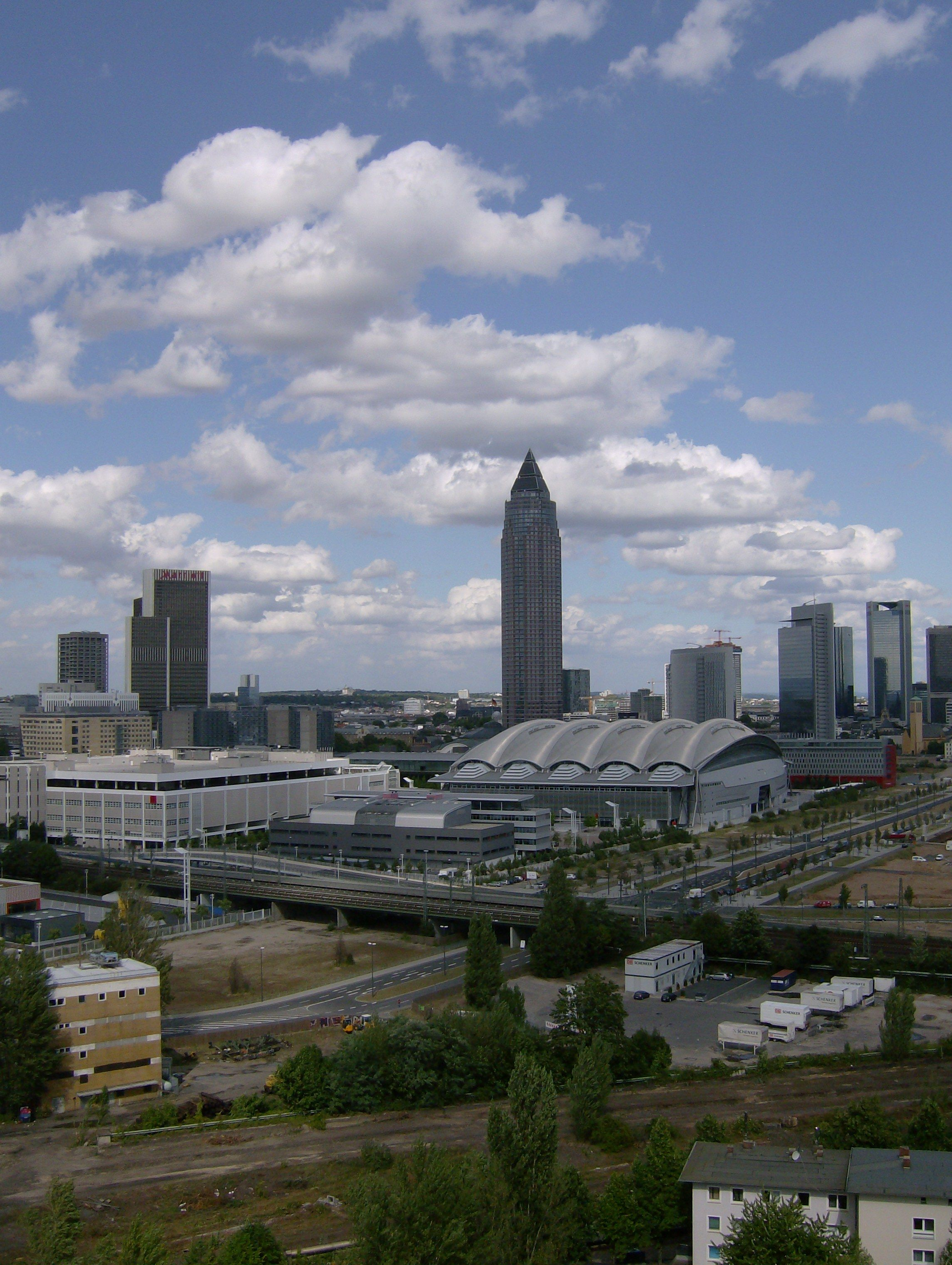
Tereny targowe

Messe Frankfurt GmbH – jeden z największych na świecie organizatorów targów branżowych, posiadających swoje własne tereny targowe.
Każdego roku Messe Frankfurt organizuje na całym świecie imprezy targowe, kongresy i imprezy kulturalne, służące jako miejsca umożliwiające nawiązanie bezpośrednich kontaktów biznesowych dla ponad 64 000 wystawców i około 3 mln odwiedzających.
Messe Frankfurt posiada globalną sieć 29 filii, 5 oddziałów i 48 międzynarodowych przedstawicielstw handlowych.
Imprezy organizowane przez Messe Frankfurt odbywają się w ponad 30 różnych miejscach na świecie.
W zarządzie spółki zasiadają Wolfgang Marzin (jako przewodniczący), Uwe Behm, Detlef Braun oraz Stephan Buurma.

## Lokalizacja
Frankfurt jest trzecim co do wielkości na świecie ośrodkiem organizującym targi. Obecnie ponad 578 000 m² tereny targowe, oferują prawie 322 000 m² powierzchni w halach oraz ponad 83 000 m² dodatkowej przestrzeni na otwartym powietrzu.
Większość organizowanych targów odbywa się we Frankfurcie nad Menem, ale także w Hongkongu, Szanghaju, Dubaju, Pekinie, Buenos Aires, Mumbaju, Meksyku i Osace.

## Ważniejsze wystawy i targi
Konsumpcyjne
- Tendence(inne języki)
- Ambiente(inne języki)
- Christmasworld(inne języki)
- Collectione
- Stationery w Hongkongu
- Paperworld(inne języki)
- Paperworld w Szanghaju
- Toyfair w Dubaju

Książki
- Targi Książki (Frankfurter Buchmesse)

Techniczne
- ECO Expo Asia
- IFFA(inne języki)
- ISH
- Light + Building(inne języki)
- Water Expo China

Motoryzacyjne
- Automechanika(inne języki)
- Internationale Automobil-Ausstellung (IAA)

Tekstylne
- Heimtextil(inne języki)
- Techtextil

Muzyczne
- Musikmesse Frankfurt(inne języki)
- Prolight + Sound(inne języki)

Kosmetyczne
- Beautyworld
- Hair and Beauty(inne języki)